# L'Amérique à nu
Pour plus de détails, voir Fiche technique et Distribution.
L'Amérique à nu (America così nuda, così violenta) est un film documentaire mondo italien réalisé par Sergio Martino et sorti en 1970.

## Fiche technique
- Titre français : L'Amérique à nu ou L'Amérique nue et violente[1]
- Titre original : America così nuda, così violenta[2] (litt. « L'Amérique si nue, si violente »)
- Réalisation : Sergio Martino
- Scénario : Luciano Martino
- Photographie : Floriano Trenker
- Montage : Michele Massimo Tarantini
- Musique : Bruno Nicolai
- Production : Luciano Martino
- Studio de production : Devon Film
- Pays de production :  Italie
- Langue originale : italien
- Format : couleurs par Eastmancolor - 2,35:1 - Son mono - 35 mm
- Genre : Film documentaire mondo
- Durée : 104 minutes
- Dates de sortie :
  - Italie : 29 juillet 1970
  - France : 12 juillet 1972

## Distribution
- Giorgio Albertazzi : voix
- Guido Gerosa (it) : voix
- Gianfranco Vene : voix